# Circonscription de Midelt
La circonscription de Midelt est la circonscriptions législatives marocaines de la province de Midelt située en région Drâa-Tafilalet. Elle est représentée dans la Xe législature par Omar Hmine, Redouane Ghanem et Saïd Chbaattou.

## Historique des députations
| Législature | Début de mandat  | Fin de mandat    | Députés élus | Députés élus       | Députés élus | Députés élus             | Députés élus | Députés élus            |
| ----------- | ---------------- | ---------------- | ------------ | ------------------ | ------------ | ------------------------ | ------------ | ----------------------- |
| IXe         | 26 novembre 2011 | 7 octobre 2016   |              | Rachid Adnane (PI) |              | Ali Kebiri (MP)          |              | Haddou Kassou (USFP)    |
| Xe          | 8 octobre 2016   | 8 septembre 2021 |              | Omar Hmine (PJD)   |              | Redouane Ghanem (PAM)    |              | Saïd Chbaattou (RNI)    |
| XIe         | 9 septembre 2021 | ?                |              | Rachid Adnane (PI) |              | Rachid Taibi Alaoui (MP) |              | Marouane Chbaatou (RNI) |

## Historique des élections

### Découpage électoral d'octobre 2011

#### Élections de 2016
| Parti       | Parti                                                       | Voix    | %      | Député(s) élus  |  |
| ----------- | ----------------------------------------------------------- | ------- | ------ | --------------- |  |
|             | Rassemblement national des indépendants (RNI)               | 16 085  | 32,22  | Saïd Chbaattou  |  |
|             | Parti de la justice et du développement (PJD)               | 8 455   | 16,94  | Omar Hmine      |  |
|             | Parti authenticité et modernité (PAM)                       | 8 270   | 16,57  | Redouane Ghanem |  |
|             | Parti de l'Istiqlal (PI)                                    | 7 198   | 14,42  |                 |  |
|             | Mouvement populaire (MP)                                    | 2 445   | 4,90   |                 |  |
|             | Mouvement démocratique et social (MDS)                      | 1 522   | 3,05   |                 |  |
|             | Parti de l'espoir (PE)                                      | 1 331   | 2,67   |                 |  |
|             | Parti du progrès et du socialisme (PPS)                     | 1 221   | 2,45   |                 |  |
|             | Union constitutionnelle (UC)                                | 930     | 1,86   |                 |  |
|             | Union socialiste des forces populaires (USFP)               | 691     | 1,38   |                 |  |
|             | Fédération de la gauche démocratique (FGD)                  | 611     | 1,22   |                 |  |
|             | Front des forces démocratiques (FFD)                        | 456     | 0,91   |                 |  |
|             | Parti Al Ahd Addimocrati (AHD)                              | 360     | 0,72   |                 |  |
|             | Parti de l'environnement et du développement durable (PEDD) | 119     | 0,24   |                 |  |
|             | Parti du centre social (PCS)                                | 97      | 0,19   |                 |  |
|             | Parti démocratique de l'indépendance (PDI)                  | 70      | 0,14   |                 |  |
|             | Parti de la réforme et du développement (PRD)               | 63      | 0,13   |                 |  |
|             |                                                             |         |        |                 |  |
| Inscrits    | Inscrits                                                    | 125 595 | 100,00 |                 |  |
| Abstentions | Abstentions                                                 | 75 671  | 60,25  |                 |  |
| Exprimés    | Exprimés                                                    | 49 924  | 39,75  |                 |  |

#### Élections de 2021
| Parti       | Parti                                         | Voix    | %      | Députés élus        |  |
| ----------- | --------------------------------------------- | ------- | ------ | ------------------- |  |
|             | Rassemblement national des indépendants (RNI) | 29 480  | 34,08  | Marouane Chbaatou   |  |
|             | Parti de l'Istiqlal (PI)                      | 21 049  | 24,33  | Rachid Adnane       |  |
|             | Mouvement populaire (MP)                      | 19 039  | 22,01  | Rachid Taibi Alaoui |  |
|             | Parti authenticité et modernité (PAM)         | 3 120   | 3,61   |                     |  |
|             | Parti du progrès et du socialisme (PPS)       | 3 060   | 3,54   |                     |  |
|             | Union socialiste des forces populaires (USFP) | 2 622   | 3,03   |                     |  |
|             | Front des forces démocratiques (FFD)          | 1 762   | 2,04   |                     |  |
|             | Parti de la justice et du développement (PJD) | 1 698   | 1,96   |                     |  |
|             | Union constitutionnelle (UC)                  | 1 398   | 1,62   |                     |  |
|             | Parti de l'équité (PRE)                       | 1 278   | 1,48   |                     |  |
|             | Parti de l'Espoir (PE)                        | 719     | 0,83   |                     |  |
|             | Alliance de la fédération de gauche (AGD)     | 617     | 0,71   |                     |  |
|             | Parti vert marocain (PVM)                     | 412     | 0,48   |                     |  |
|             | Parti socialiste unifié (PSU)                 | 133     | 0,15   |                     |  |
|             | Parti démocratique de l'indépendance (PDI)    | 115     | 0,13   |                     |  |
|             |                                               |         |        |                     |  |
| Inscrits    | Inscrits                                      | 135 839 | 100,00 |                     |  |
| Abstentions | Abstentions                                   | 49 337  | 36,32  |                     |  |
| Exprimés    | Exprimés                                      | 86 502  | 63,68  |                     |  |